# 索菲·泰勒
索菲·泰勒（英語：Sophie Taylor，1996年2月2日—），英国女子游泳运动员。她曾代表英格兰参加2014年英联邦运动会游泳比赛，获得女子100米蛙泳金牌和女子4×100米混合泳接力银牌。